# Manzotin
 (juin 2024).
La mise en forme du texte ne suit pas les recommandations de Wikipédia : il faut le « wikifier ».
Les points d'amélioration suivants sont les cas les plus fréquents. Le détail des points à revoir est peut-être précisé sur la page de discussion.
- Les titres sont pré-formatés par le logiciel. Ils ne sont ni en capitales, ni en gras.
- Le texte ne doit pas être écrit en capitales (les noms de famille non plus), ni en gras, ni en italique, ni en « petit »…
- Le gras n'est utilisé que pour surligner le titre de l'article dans l'introduction, une seule fois.
- L'italique est rarement utilisé : mots en langue étrangère, titres d'œuvres, noms de bateaux, etc.
- Les citations ne sont pas en italique mais en corps de texte normal. Elles sont entourées par des guillemets français : « et ».
- Les listes à puces sont à éviter, des paragraphes rédigés étant largement préférés. Les tableaux sont à réserver à la présentation de données structurées (résultats, etc.).
- Les appels de note de bas de page (petits chiffres en exposant, introduits par l'outil «  Source ») sont à placer entre la fin de phrase et le point final[comme ça].
- Les liens internes (vers d'autres articles de Wikipédia) sont à choisir avec parcimonie. Créez des liens vers des articles approfondissant le sujet. Les termes génériques sans rapport avec le sujet sont à éviter, ainsi que les répétitions de liens vers un même terme.
- Les liens externes sont à placer uniquement dans une section « Liens externes », à la fin de l'article. Ces liens sont à choisir avec parcimonie suivant les règles définies. Si un lien sert de source à l'article, son insertion dans le texte est à faire par les notes de bas de page.
- La présentation des références doit suivre les conventions bibliographiques. Il est recommandé d'utiliser les modèles {{Ouvrage}}, {{Chapitre}}, {{Article}}, {{Lien web}} et/ou {{Bibliographie}}. Le mode d'édition visuel peut mettre en forme automatiquement les références.
- Insérer une infobox (cadre d'informations à droite) n'est pas obligatoire pour parachever la mise en page.

Pour une aide détaillée, merci de consulter Aide:Wikification.
Si vous pensez que ces points ont été résolus, vous pouvez retirer ce bandeau et améliorer la mise en forme d'un autre article.
Manzotin est une marque italienne de conserves de viande de bœuf appartenant, depuis 2013, à la société INALCA SpA, filiale du groupe Cremonini S.p.A. de Castelvetro di Modena, dans la Province de Modène.
La société INALCA SpA est le leader en Italie et l'un des acteurs européens dans le secteur de la viande bovine.

## Histoire
La société ICIS S.r.l. - Industria Carni in Scatola a été fondée en 1951 par Alberto Zerbie sous le plus connue sous la simple dénomination ICIS, dont le siège social et l'usine sont à situés Cermenate, petite ville dans la province de Côme, en Lombardie. La viande en conserve produite par ICIS était commercialisée sous la marque Manzotin, nom inventé par Zerbi lui-même, qui provient de la synthèse des termes manzo (bœuf en italien) et tin (canette en anglais).
Les produits Manzotin ont acquis une notoriété grâce aux campagnes publicitaires promues par l'entreprise, dont la télévision, avec la diffusion en 1960 d'un premier spot publicitaire dans le programme Carosello diffusé par la RAI-TV. La même année, l'homme d'affaires grec naturalisé italien Joseph Nissim (it) rachète la société ICIS et, en 1962, change sa raison sociale en Soc. a R.L. Manzotin. La société deviendra, l'année suivante, une S.p.A., société anonyme italienne par actions,.
En 1965, l'entreprise lombarde change à nouveau de raison sociale, passant de Manzotin SpA à Trinity Alimentari Italia SpA. Trinity Alimentari, en plus de la production de conserves de viande Manzotin et Simmenthal, diversifie ses activités et entre dans le secteur des conserves de thon avec la marque Rio Mare (it) qui, à partir des années 1970, est devenue la première entreprise européenne du secteur détenant les marques Rio Mare et Palmera en Italie, Saupiquet en France, Cuca et Garavilla en Espagne, Isabel au Maroc et Tri Marine aux États-Unis.
Trinity Alimentari SpA, devenue, en 2003, Bolton Alimentari SpA, filiale de Bolton Group, a revendu la marque Manzotin à la société italienne 'Generale Conserve SpA de Gênes en 2013, qui l'a revendue en 2016 à INALCA SpA, une filiale du groupe Cremonini de Castelvetro di Modena.
La marque Manzotin est la deuxième marque italienne connue dans le secteur des conserves de viande après Simmenthal, dont elle a été le principal concurrent pendant des décennies. Dans le groupe Cremonini, dont elle fait partie depuis 2016, c'est la deuxième marque après Montana.

## INALCA S.p.A.
La société  INALCA S.p.A. - Industria Alimentare Carne, société d’abattage de bovins, a été fondée à Castelvetro di Modena dans la Province de Modène en juillet 1963 par Luigi Cremonini, son frère Giuseppe et Luciano Brandoli.
INALCA S.p.A. est devenue la société tête de file de la division Viandes du secteur "Production" du groupe Cremonini S.p.A.. Elle produit et commercialise dans toute l'Europe sa gamme complète de produits à base de viande bovine, qu'elle gère depuis l'élevage jusqu'au produit fini, à travers 52 filiales dont 29 à l'étranger, 27 plateformes de distribution et 5 sites de production à l'étranger. La société INALCA S.p.A. est la holding chef de file du secteur "Production" comprenant 3 divisions : Viande bovine, Food & Beverage et Salaisons & snacks.
Le secteur Production dirigé par INALCA SpA dispose de 20 usines hautement automatisées en Italie, chacune spécialisée par type de produit. 15 sont destinées à la production de viande et 5 de charcuterie, snacks et plats cuisinés. À l'étranger, INALCA SpA gère directement 23 plateformes logistiques de distribution, 7 en Russie, 14 en Afrique dans 6 pays (Angola, Algérie, Congo, République démocratique du Congo, Mozambique et Côte d'Ivoire) et 2 au Kazakhstan. En Russie, INALCA SpA possède un abattoir à Orenbourg, à la frontière avec le Kazakhstan, qui lui permet de contrôler l'ensemble de la chaîne de production et une usine de pointe à Odintsovo, (banlieue de Moscou), pour la production de hamburgers et de bacon. Un abattoir est également opérationnel à  Sochocin, en Pologne. En 2016, une usine spécialisée dans la production de charcuteries prétranchées a été mise en service au Canada et, depuis 2019, une dans le New Jersey, aux États-Unis, grâce auxquelles la société alimente directement le marché nord-américain.

### Division Viande bovine
Le groupe est un des plus importants acteurs du secteur de l'industrie de la viande. L'entreprise, avec ses filiales, gère le cycle complet depuis l'élevage du bétail, l'abattage, la découpe et le conditionnement. Elle est présente en Italie avec 9 sites spécialisés : abattage, désossage, transformation, conditionnement et distribution de viande. Elle est également présente à l'étranger avec des unités d'abattage et de conditionnement et des plateformes logistiques de distribution.
Les différentes sociétés produisent et commercialisent une gamme complète de viande bovine, fraîche et surgelée, sous vide et sous atmosphère protectrice, des produits prêts à l'emploi, des hamburgers, des conserves, des morceaux choisis et des produits dérivés à base de viande bovine sous ses propres marques ou pour le compte de tiers.
La société commercialise plus de 500 000 tonnes de viande chaque année dont 100 000 tonnes de burgers frais et surgelés. INALCA SpA est un leader européen dans le secteur des conserves de viande, avec une capacité de production de 200 millions de boîtes par an, soit environ 50 000 tonnes.